# Elixir of Sorrow
Elixir of Sorrow – piąty album niemieckiego zespołu blackmetalowego Lunar Aurora, wydany w marcu 2004 roku za pośrednictwem włoskiej wytwórni The Oath - ostatniej, z którą zespół miał poważniejsze problemy przed przyłączeniem się do Cold Dimensions. Album, podobnie jak następujący po nim Zyklus, nagrany został dwa lata przed swoim wydaniem. Wydana została też reedycja na podwójnym winylu, za pośrednictwem Deviant Records, w ilości 515 kopii, z czego pierwszych 115 na czystym winylu, a pozostałe 400 na czarnym. Wersja ta zawiera 4 bonusowe utwory.

## Lista utworów
1. "Einsamkeit und Dunkelheit" – 2:12
2. "Zorn aus Äonen" – 7:59
3. "Augenblick" – 12:17
4. "Geister" – 1:10
5. "Kerkerseele" – 6:40
6. "Freiheit" – 1:15
7. "Hier und Jetzt" – 11:36
8. "A Wandering Winterdream Beneath the Cold Moon" – 1:55
9. "The Unknown Dead" – 5:46
10. "Irrlichter" – 3:12
11. "Der Wächter" (tylko na reedycji) – 1:58
12. "Unrast und Leid" (tylko na reedycji) – 4:17
13. "Totenacker" (tylko na reedycji) – 3:18
14. "Alone in the Dark" (tylko na reedycji) – 4:53

## Twórcy
- Aran - gitara elektryczna, perkusja, wokale
- Whyrhd - wokale, gitara
- Sindar - gitara basowa, keyboard, wokale